# Chuck Compton
Chuck Compton (Atwater 13 de enero de 1965) es un exjugador de fútbol americano estadounidense que jugó como back defensivo para los Green Bay Packers en la National Football League (NFL). Jugó en dos partidos con los Packers durante la temporada 1987 de la NFL como jugador de reemplazo después de que la National Football League Players Association (NFLPA) se declarara en huelga durante 24 días. Compton jugó fútbol americano universitario en la Universidad Estatal de Boise antes de su carrera profesional.

## Primeros años y universidad
Chuck Compton nació el 13 de enero de 1965 en Atwater, California. Se graduó de Atwater High School antes de asistir a la universidad y luego a la Universidad Estatal de Boise, donde jugó como back defensivo para el equipo de fútbol americano Boise State Broncos. En 1984, Compton fue nombrado esquinero del primer equipo All-Big Sky. Este era el primer año que jugaba en esa posición, ya que anteriormente en la universidad era safety. Durante la temporada de 1985, Compton se fracturó el tobillo y no pudo jugar durante el resto de la temporada. Compton volvió a fracturarse el tobillo en la temporada de 1986 durante el primer partido del año. Regresó a mitad de temporada. Después del final de la temporada de 1986, el entrenador asistente de Boise State, Herb Criner, señaló que Compton había impresionado a los cazatalentos de la NFL y que era un «esquina completa» y tenía «todas las cualidades que buscas en un back defensivo».

## Carrera
Compton no fue seleccionado en el draft de la NFL de 1987. Tuvo una prueba con Los Angeles Rams y le ofrecieron un contrato, sin embargo, ya sea no pasó el examen físico, o fue firmado y luego liberado debido a una lesión en el tobillo. Después de la segunda semana de la temporada 1987 de la NFL, la NFLPA se declaró en huelga. La tercera semana de la temporada fue cancelada, sin embargo las semanas 4, 5 y 6 se jugaron con jugadores de reemplazo. Luego, los Green Bay Packers firmaron a Compton antes de un juego de la semana 5 contra los Detroit Lions como jugador de reemplazo. Jugó dos partidos para los Packers.